# Birrefringência

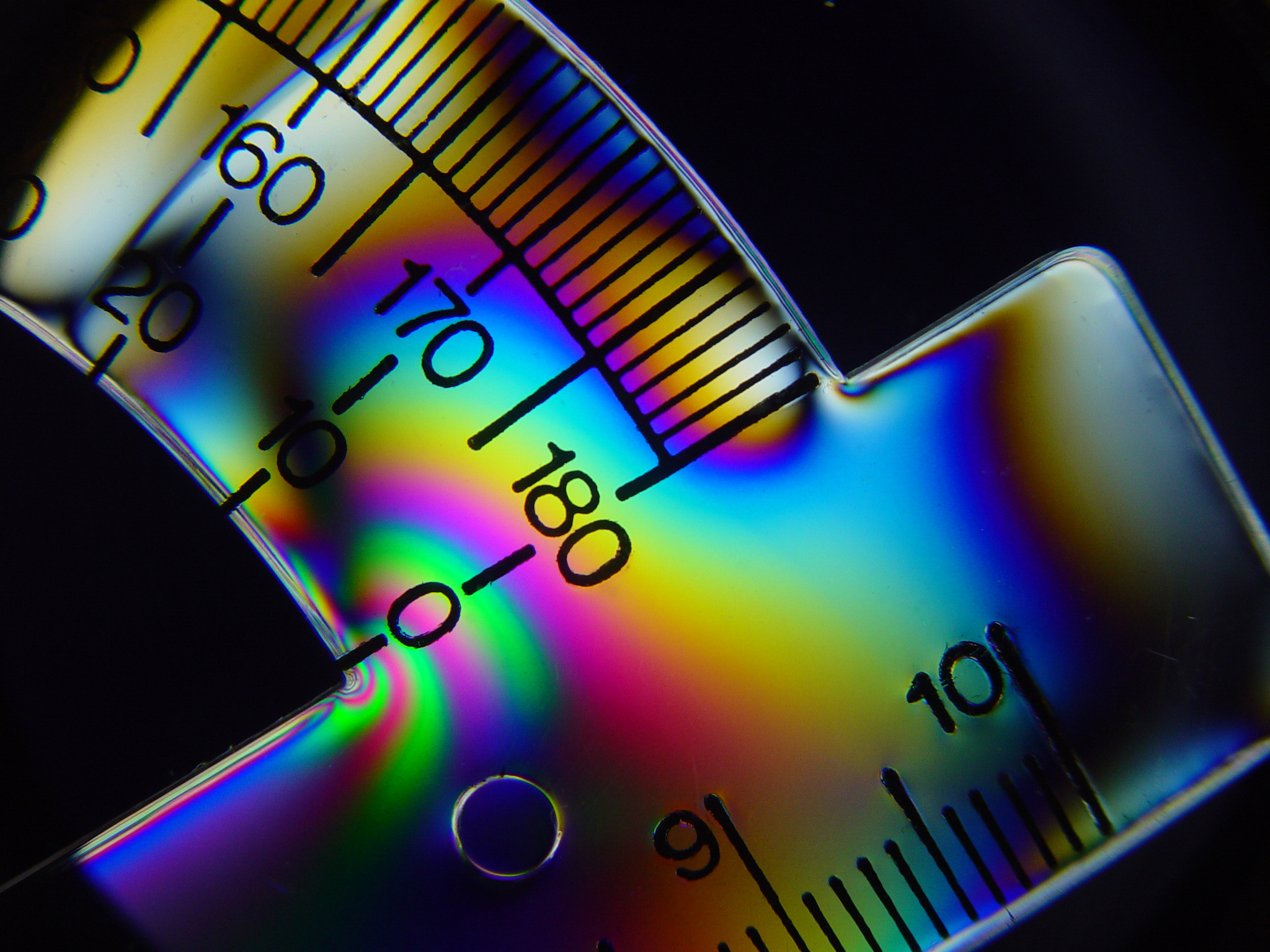
Birrefringência observada em um transferidor plástico

A birrefringência é uma propriedade óptica de um material que possui diferentes índices de refração para diferentes direções de propagação da luz. Materiais que apresentam propriedades físicas diferentes para cada direção são considerados anisotrópicos, diferentemente dos materiais isotrópicos, os quais apresentam uma propriedade constante para qualquer direção analisada. Cristais com estruturas cristalinas não cúbicas são geralmente birrefringente ou birrefrativos. Isso se deve a diferença de tamanho entre as arestas da estrutura cristalina, causando a anisotropia. Materiais plásticos submetidos a estresse mecânico geralmente também são birrefringentes pelo mesmo motivo, já que tem um de seus lados mais "esticado" do que o outro. Portanto, é comum encontrarmos a birrefringência ou refração dupla em plásticos de celofane e fitas adesivas.

## Histórico
A história da birrefrigência começa com a descoberta do fenômeno da refração dupla por Erasmus Bartholin em 1669 no  Espato da islândia, mais conhecido como o mineral chamado calcita. Posteriormente, o físico neerlandês Christiaan Huygens associou o fenômeno a possibilidade da onda luminosa ter um "lado", isto é, apresentar uma polarização. Maxwell em 1867 introduziu a ideia da birrefringência circular, ou seja, a existência de índices de refração diferentes para as duas componentes em que pode ser separada a luz linearmente polarizada: luz polarizada circularmente à esquerda e polarizada circularmente à direita.
A birrefringência é a formação de dupla refração apresentada por certos cristais intimamente ligada com a velocidade e direção de propagação da luz.
Os materiais cristalinos revelam propriedades anisótropas (ou anisotrópicas) face à luz.